# 城阳镇 (福安市)
城阳镇，是中华人民共和国福建省宁德市福安市下辖的一个乡镇级行政单位。

## 行政区划
城阳镇下辖以下地区：
步兜亭社区、中泉社区、秦源社区、金园社区、后楼村、荷洋村、洋面村、堵坪坑村、仙岭村、上岙村、官洋村、马上村、占洋村、秦溪村、石门院村、中村、林洋村、溪东村、岩湖村、雁塔村、林家洋村、阮家坑村、东口村、铁湖村、白坑村、赤岭村、茶洋村、纸坪村、日山村、马下村、瓮窑村、湖塘坂村、化蛟村、留洋村和王湾村。